# 22世紀の丘公園
22世紀の丘公園（にじゅうにせいきのおかこうえん、英語: 22nd Century Hill Park）は、静岡県掛川市の公園。

## 概要

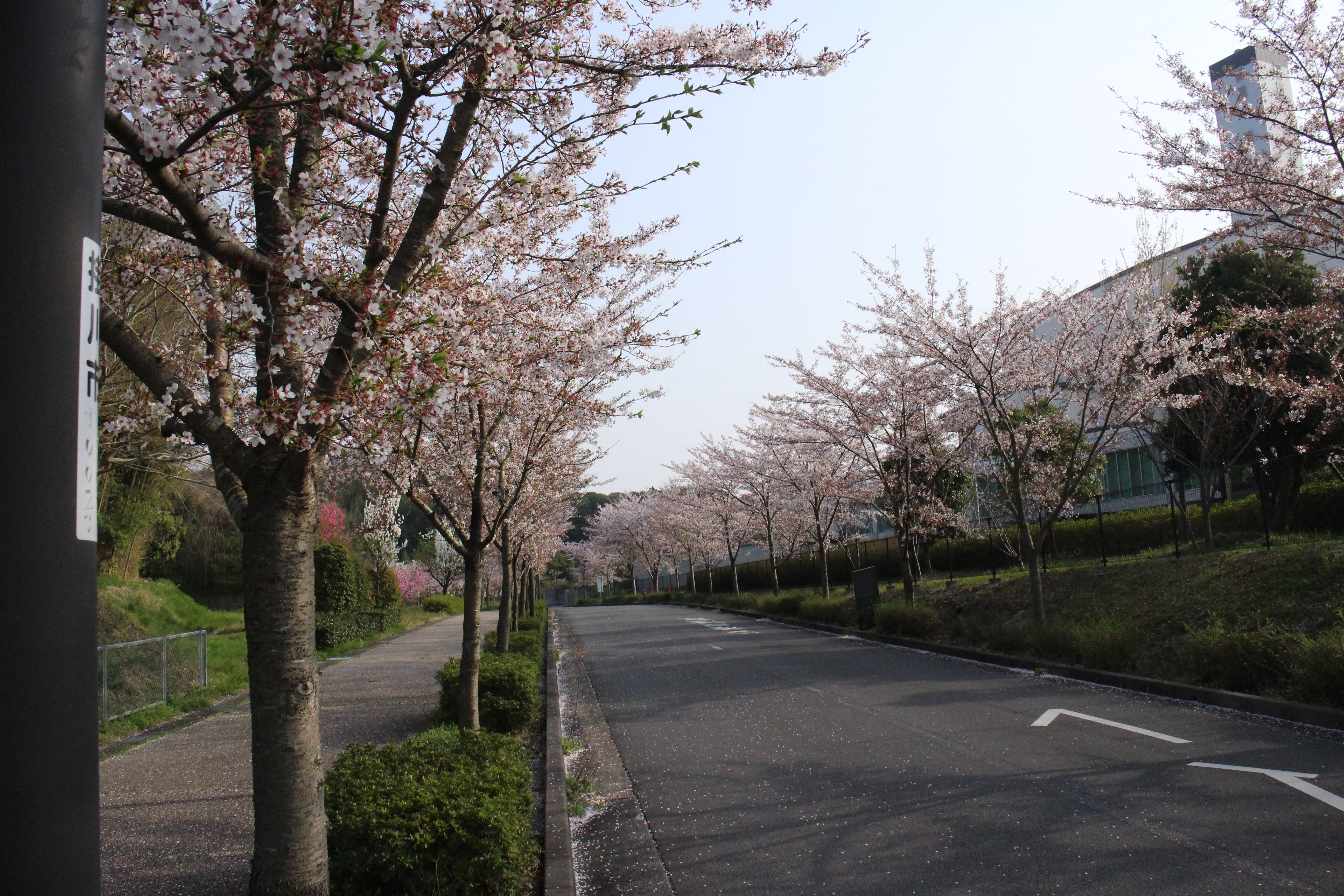
22世紀の丘公園（2018年4月初旬）

22世紀の丘公園は、静岡県掛川市満水に所在する総合公園である。
100年かけて、美しい森を市民と共に「共働」でつくりながら楽しむことをコンセプトとしている。

## 施設
- たまりーな